# Ehrenhausen an der Weinstraße
Ehrenhausen an der Weinstraße är en kommun i Österrike. Den ligger i distriktet Leibnitz i förbundslandet Steiermark. Kommunen gränsar i söder mot Slovenien. Kommunen bildades 1 januari 2015 genom en sammanslagning av kommunerna Ehrenhausen, Berghausen, Ratsch an der Weinstraße och  Retznei. 
Kommunen består av åtta orter (Ortschaften) (inom parentes invånarantal 1 januari 2024):

- Ehrenhausen (1 077)
- Ewitsch (391)
- Ottenberg (103)
- Unterlupitscheni (23)
- Wielitsch (187)
- Zieregg (14)
- Ratsch an der Weinstraße (324)
- Retznei (289)